# 埃伦布赖特施泰因要塞

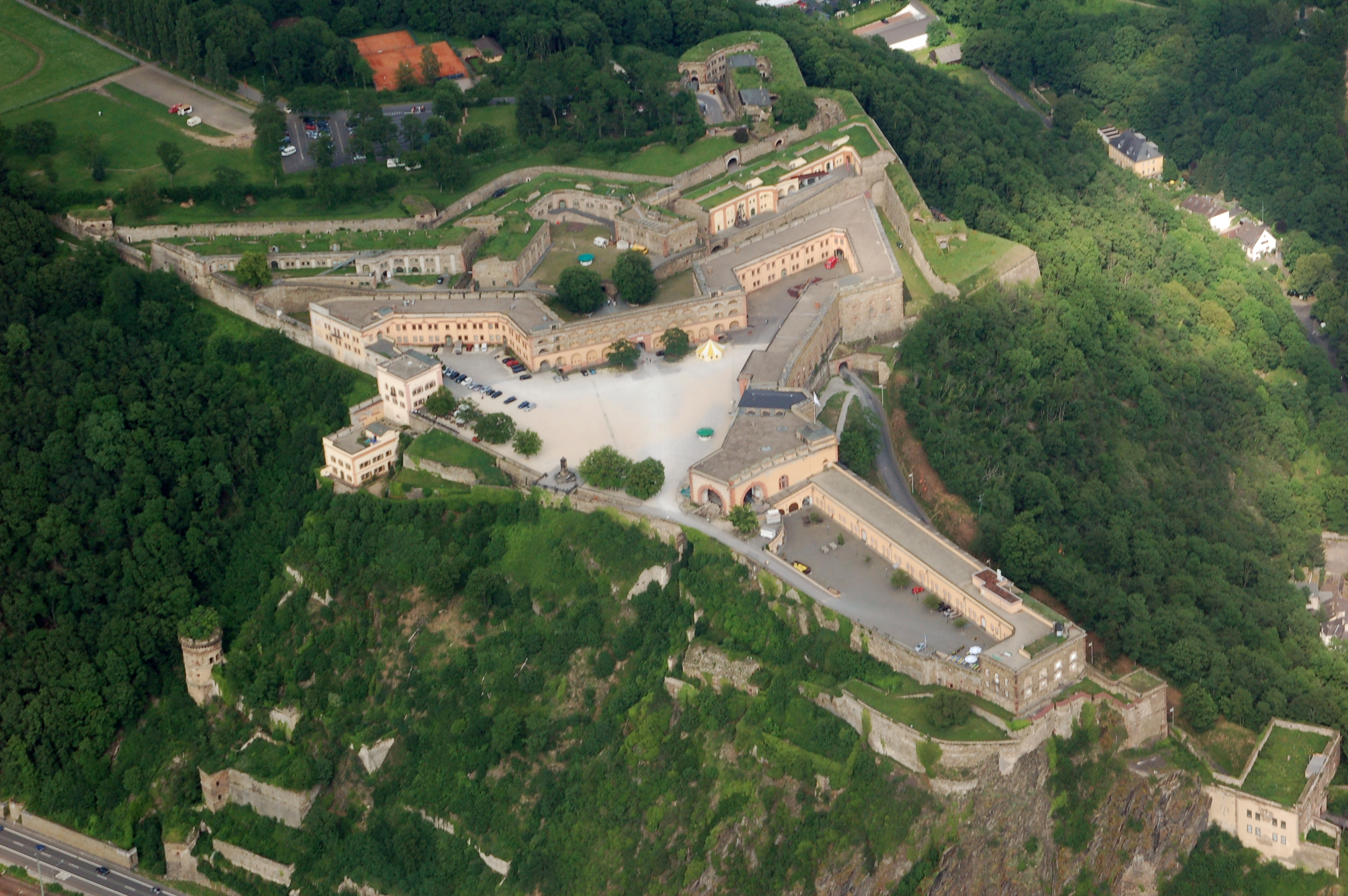
埃倫布賴特施泰因要塞

埃倫布賴特施泰因要塞（德語：Festung Ehrenbreitstein）是位於德國城市科布倫茨的一座要塞。現在的埃倫布賴特施泰因要塞修建於1817年至1828年。2002年開始，埃倫布賴特施泰因要塞被列入世界文化遺產。

## 外部連結
- Ehrenbreitstein official website (mostly German)（页面存档备份，存于）

50°21′54″N 7°36′55″E / 50.36500°N 7.61528°E